# 室蘭ユースホステル
室蘭ユースホステル（むろらんユースホステル）は日本ユースホステル協会に加盟している北海道のユースホステル。
1972年（昭和47年）に開業。建物は、支笏湖ユースホステルや美幌ユースホステルなどを設計した、北海道を代表する建築家である田上義也の設計による。

## 休館
1月16日 - 26日,毎月2回（不定期）

## アクセス
- 室蘭本線輪西駅(徒歩20分)。
- 室蘭フェリー港より車で15分。
- 道央自動車道 登別・室蘭インターより車で15分